# Подометрия
Подометрия — измерение временных характеристик шага при ходьбе человека (длительность цикла, опорной, переносной, двуопорной фаз, интервалы опоры на пятку, всю стопу и носок, коэффициент ритмичности). Для подометрии используются визуальные (визуальные измерения времени опоры и переноса секундомером), электрические (с двумя или более контактами, с контактной дорожкой, пьезоэлектрические), оптические методы получения измерений.